# 未来の人よ
「未来の人よ」（みらいのひとよ）は、ASKAの楽曲。配信シングルとして、2018年4月25日に配信された。配信元はDADAレーベル。

## 背景
ASKAが2018年3月から8月まで実施した毎月1回の楽曲配信シリーズ、第2弾の作品である。
2018年11月5日～12月23日に行われたコンサートツアー『ASKA PREMIUM SYMPHONIC CONCERT 2018 -THE PRIDE- 』で初披露された。

## 収録曲
1. 未来の人よ (5:17)
（作詞・作曲：ASKA / 編曲：ASKA、澤近泰輔）
映画『ブレードランナー 2049』のワンシーン（荒廃した未来、一人の男が砂漠で野生の花に出会ってビニール袋に入れて持ち帰る）を見て、僕たちは今日まで緑に囲まれているということを未来の人に伝えたくなったという[2]。
1分にも及ぶ長台詞から始まる。

## 参加ミュージシャン
- Piano：澤近泰輔
- Drums：菅沼孝三
- Bass：荻原基文
- Guitar：鈴川真樹
- Trumpet & Trombone：YOKAN
- Programming：鈴川真樹、藤山祥太

## 収録アルバム
- Breath of Bless